# DJ Ötzi
DJ Ötzi (настоящее имя (нем. Gerhard Friedle / Герхард Фридле); род. 1971) — австрийский музыкант, диджей, певец, конферансье.
С более чем 16 миллионами проданных дисков он считается одним из самых успешных музыкантов из немецкоязычного мира.

## Биография
Родился  7 января 1971 года в коммуне Санкт-Иоганн-ин-Тироль, сын диджея Антона Фридла (Anton Friedle). Вскоре после рождения его 17-летняя мать оставила ребёнка на усыновление. Герхард в течение двух лет воспитывался в приёмной семье. Отец, узнав о том, что у него есть сын, забрал его к себе и воспитанием мальчика занимались бабушка и дедушка по отцовской линии в соседней тирольской деревне Кирхдорф.
В молодом возрасте Герхард страдал эпилепсией, в 16 лет он ушел из дома и бродяжничал. Затем он учился на повара в коммуне Зефельд-ин-Тироль. Увлёкся караоке, участвовал в конкурсе караоке, где был замечен и ему предложили работу в качестве конферансье (аниматора), диск-жокея и певца в дискотеках Австрии, а также в курортных местах Майорки и Турции.
В 2001 году он женился на музыкальном директоре Соне Киен (Sonja Kien). 17 сентября 2002 года у них родилась дочь. В настоящее время всей семьёй живут в Зальцбурге. В 2017 году он совершил паломничество по Пути Святого Иакова.

## Творчество
В конце 1990-х годов он подписал контракт с продюсерской компанией Ultimatief, которая в то время также работала с коллективом A klana Indiana, и они работали над альбомом под названием «Das Album». В 1999 году пришёл первый успех с песней «Anton aus Tirol» из этого же альбома. Приобрёл большую популярность в немецкоязычных странах (75 недель в австрийских чартах, была номером один в течение десяти недель). На сегодняшний день «Anton aus Tirol» стал самым продаваемым австрийским синглом.
В 2000 году вышел второй альбом DJ Ötzi — «Love, Peace & Vollgas», который сначала был не очень успешным. В июле 2000 года он выпустил кавер-версию песни Брюса Шаннеля 1961 года «Hey! Baby», которая имела большой успех, заняв первое место в Великобритании и Австралии и еще 20 чартах. DJ Ötzi стал первым австрийским музыкантом, получившим золотую и платиновую награду в Великобритании. Затем последовала кавер-версия песни «Do Wah Diddy Diddy».
В 2002 году тирольца ожидал новый успех с кавер-версией «Live Is Life» вместе с группой Hermes House, которая стала популярной в Австрии и во Франции. В 2003 году он выпустил кавер-версию «A Ram Sam Sam» под названием «Burger Dance», которая сначала имела некоторый успех в Германии, Австрии и Швейцарии, но позже немецкие музыкальные станции отказались играть этот хит. И в течение следующих трёх лет о DJ Ötzi мало было слышно.
В начале 2006 года он вместе с Марком Пирхером выпустил песню «Sieben Sünden», кавер-версию песни Уве Буссе, снова появившись в музыке. В сентябре 2006 года появилась появилась его кавер-версия «I Am the Music Man» от первоначально английского дуэта Black Lace.
В 2007 году вместе с австрийским певцом Nik P. DJ Ötzi выпустил новый альбом «Sternstunden» с хитом «Ein Stern», имевшим очень большой успех. Альбом был переиздан в разных версиях несколько раз и получил платиновые награды в Австрии и Германии. Сама песня побила ряд рекордов музыкальных чартов.
Затем DJ Ötzi сотрудничал с Дитером Боленом и дуэтом Bellamy Brothers, выпустил новые альбомы, проделал туры, а в октябре 2018 года впервые в своей музыкальной карьере совершил сольный концертный тур по Германии. Весной 2014 года DJ Ötzi был членом жюри в шоу талантов «Herz von Österreich».